# Sân bay Beira
Sân bay Beira là một sân bay ở Beira, Mozambique. 

## Tuyến bay
| Hãng hàng không         | Các điểm đến                                                         |
| ----------------------- | -------------------------------------------------------------------- |
| Airlink                 | Johannesburg-OR Tambo                                                |
| Kaya Airlines           | Maputo, Tete                                                         |
| LAM Mozambique Airlines | Chimoio, Harare, Johannesburg-OR Tambo, Maputo, Nampula, Pemba, Tete |
| Moçambique Expresso     | Maputo                                                               |